# Armorial des armes à enquerre (collectivités)
- Haut – A
- B
- C
- D
- E
- F
- G
- H
- I
- J
- K
- L
- M
- N
- O
- P
- Q
- R
- S
- T
- U
- V
- W
- X
- Y
- Z

Cette page recense les armes à enquerre, ou parfois armes fausses car elles ne respectent pas les règles de contrariété des couleurs : « jamais métal sur métal, ni émail sur émail. »
Cet armorial n'a pas vocation à l'exhaustivité : il ne retient que les blasons issus des pages de Wikipédia présentant les armoriaux des pays, des communes, des corporations (y compris dans les armes imaginaires).
Vous pouvez consulter également l'Armorial des armes à enquerre (familles)

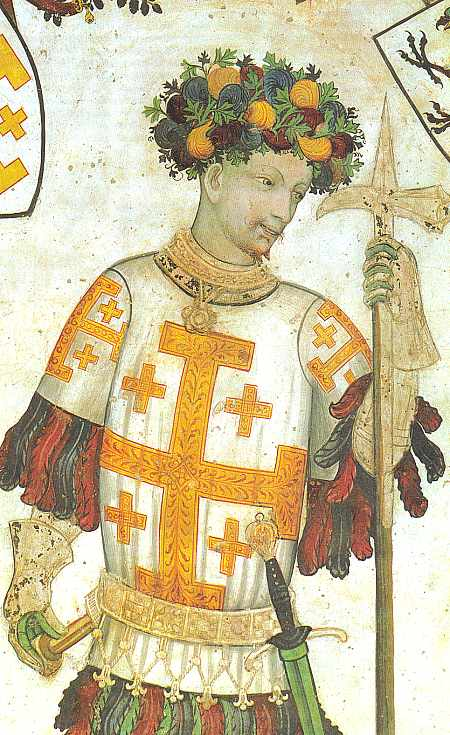
Godefroy de Bouillon, Royaume de Jérusalem

## A
- Haut – A
- B
- C
- D
- E
- F
- G
- H
- I
- J
- K
- L
- M
- N
- O
- P
- Q
- R
- S
- T
- U
- V
- W
- X
- Y
- Z

| Figure | Nom de la famille et blasonnement |
| ------ | --- |
|        | Ville d'Abjat-sur-Bandiat D’azur au pont d’âne de deux arches d’argent maçonné de sable, posé et en partie brochant sur une rivière cousue de gueules en fasce abaissée soutenue d’une cloche aussi d’argent, le pont surmonté, à dextre, d’un « singliant rousseu » (une couleuvre) d’or ondoyant en barre et à senestre d’un dextrochère cousu aussi de gueules, mouvant du flanc, tenant un glaive d’argent en barre. * Ces armes emploient le terme « cousu » dans le seul but de contrevenir à la règle de contrariété des couleurs : elles sont fautives. |
|        | Ville des Adrets-de-l'Estérel, Var Écartelé : au 1er d’azur à la hure de sanglier contournée de sable, au 2e d’or à la croisette latine de gueules, au 3e d’azur à la croisette patriarcale de gueules la traverse inférieure plus grande et combinée à un chevronel alésé du même, au 4e d’or à la branche de chêne de sinople posée en barre et fruitée du champ ; sur le tout, d’argent à la tour du même, ouverte, ajourée et maçonnée de sable. Alias : Au premier coupé au I d'argent à la croix latine de gueules et au II de gueules à la croix d'argent, au second d'argent au pin maritime de sinople. (adopté le 23 octobre 1983) Ce qui est plus conforme aux principes de l'héraldique. |
|        | Ville d'Aigremont De sinople à l'ombre de croix de filets cantonnée au premier d'un demi-vol contourné cousu de gueules, au deuxième et au troisième d'un château donjonné de trois pièces d'or, celle du milieu plus élevée, au quatrième d'un demi-vol cousu de gueules. * Ces armes emploient le terme « cousu » dans le seul but de contrevenir à la règle de contrariété des couleurs : elles sont fautives. |
|        | Ville d'Aillant-sur-Tholon D'azur à une épée abaissée d'or accompagnée au niveau de sa poignée à dextre d'une grappe de raisin d'argent feuillée et tigée de sinople, à senestre de quatre épis de blé d'or en pal, le tout brochant sur une cape déployée de gueules*, accompagnée en chef d'une truite contre-nageant d'argent. |
|        | Albanie De gueules à l'aigle bicéphale de sable surmontée du casque de Skanderbeg d'or. Différences entre dessin et blasonnement : Il manque le "casque de Skanderbeg d'or". |
|        | Ville d'Alfortville De gueules au pairle d'argent, au chef cousu d'azur bastillé de quatre pièces et maçonné de sable. |
|        | Ville d'Allex, Drôme Écartelé : au 1er d'argent à l'aigle de sable, au chef d'azur chargé d'un soleil d'or mouvant de l'angle dextre, au 2d d'azur à la tour crénelée de cinq pièces d'argent ouverte, ajourée et maçonnée de sable, au chef cousu de gueules chargé de trois heaumes d'or tarés de profil, au 3e d'azur à la tour d'argent maçonnée de sable sur un rocher d'or, au chef cousu de gueules chargé de trois étoiles d'or, au 4e d'argent à la bande de gueules chargée, en chef, d'une étoile du champ à plomb. * Ces armes emploient le terme « cousu » dans le seul but de contrevenir à la règle de contrariété des couleurs : elles sont fautives.                                |
|        | Amsterdam De gueules au pal cousu de sable chargé de trois flanchis d'argent. on retrouve les mêmes couleurs et figures sur les blasons des villes d'Ouder-Amstel et Amstelveen qui furent, elles aussi, la propriété de la famille Persijn Le blason de la famille Persijn est composé de six barres horizontales, alternant l’azur et l’or. Sur les trois barres d'or sont respectivement placées quatre, trois et deux croix de saint André de gueules. Ce qui est plus conforme aux principes de l'héraldique. |
|        | Ville d’Andelu, Yvelines Parti, au premier de sinople à deux épis de blé feuillés et tigés d'or, les tiges passées en sautoir, au second d'azur à la champagne de tanné* soutenant un tourteau de gueules* rempli d'orangé* et à la fasce abaissée et penchant à dextre de sinople* brochant sur le tout. |
|        | Ville d’Andrésy, Yvelines De gueules à la galère antique d’or équipée d’argent voguant sur les ondes du même, au chef d’azur chargé de deux crosses adossées d’argent mouvant de la partition, accostées de deux fleurs de lis d’or. |
|        | Ville d’Angervilliers, Essonne D'or à l'arbre terrassé de sinople, au chef soudé d'argent chargé de trois lions contournés de gueules. |
|        | Anglure, Marne D'or semé de grelots d'argent, soutenus chacun d'un croissant de gueules. |
|        | ville d'Antichan, Hautes-Pyrénées D'azur au château de sable, au chef d'argent chargé d'un caillou soudé d'or accosté de deux croissants du même. |
|        | Ville d'Antony, Hauts-de-Seine écartelé : au 1 et au 4 d’azur à l'écusson de sable chargé de trois besants d’argent accompagné de trois fleurs de lys d’or, qui est de l’Abbaye de Saint-Germain-des-Prés ; au 2 et 3 de gueules à une colonne d’argent, au chef cousu d’azur chargé d’un lion passant d’or. |
|        | Ville d'Aranc, Ain De gueules à la tour ruinée d'argent, maçonnée de sable, ouverte et ajourée du champ, au chef cousu d'azur chargé d'un lion issant d'or. * Ces armes emploient le terme « cousu » dans le seul but de contrevenir à la règle de contrariété des couleurs : elles sont fautives. |
|        | Ville d'Arbent, Ain D'or à un gousset alésé d'argent soutenu d'un compas à branches courbes renversé de sable, et à deux couteaux d'argent emmanchés de gueules passés en sautoir, liés d'or, brochant sur le tout. |
|        | Ville d'Arbonne-la-Forêt, Seine-et-Marne D'argent à un cerf d'or* passant, au mantel d'azur à trois glands d'or mal ordonnés à dextre et à un rocher isolé à trois sommets à senestre. |
|        | Ville d'Arces Parti ; au premier de sable a un clocher d'argent mouvant d'un buisson du même, lui-même mouvant de la partition, accompagné en pointe d'un plan d'eau d'azur bordé de quatre arbres d'argent, et chargé d'un oiseau en vol du champ ; au second de sinople à un cerf de sable courant devant deux arbres d'argent, accompagné en pointe d'une pomme de gueules tigée et feuillée d'argent, les feuilles remplies du champ. |
|        | Ville d'Arcey, Côte-d'Or Taillé : au 1er d’argent plain, au 2e de gueules au sanglier de sable en pointe soutenu des lettres en arc-de-cercle « ARCEY » du même, surmonté à senestre d’une balance d'or ; à deux tables de la loi d’azur rangées en chef et brochant sur le tout, celle de dextre soutenue du mot « L'AMOUR » en lettres de sable, soutenu lui-même de deux carrés d'or rangés en fasce, celle de senestre soutenue du mot « LA LOI » en lettres de sable. |
|        | Ville d’Archettes, Vosges Tiercé en pairle : au 1er d'argent, au pont à deux arches d'or mouvant des flancs surmonté de trois sapins arrachés de sinople mis en fasce ; au 2e d'azur, au tambour de papeterie d'or d'où pend une coulée de papier d'argent en pal ondé ; au 3e de sinople au Temple de Mercure d'argent ; au chef soudé d'or, à la bande de gueules chargée de trois alérions d'argent. |
|        | Ville d'Arcizac-Adour De sinople aux deux fasces ondées d'argent, accompagnées de deux truites du même entre les fasces, au chef d'or chargé d'une couronne comtale d'argent. |
|        | Ville d'Argences De gueules à trois mitres d'or chargées d'une croisette de gueules, posées 2 et 1, accompagnées de trois branches de laurier de sinople, posées 1 et 2, celle du chef en pal les deux autres branches de laurier passées en sautoir en pointe. |
|        | Ville d'Argentières, Seine-et-Marne De gueules au pairle d'argent chargé d'un cœur de sinople, au chef d’azur, chargé d’une fleur de lis accompagnée de deux grappes de raisin le tout d'or. |
|        | Ville d'Argenteuil, Val-d'Oise De gueules à la couronne dentée d’or remplis d’une fontaine et engrenant quatre pignons d’or posés en son chef, à sa pointe et à ses flancs, ces deux derniers rayonnant chacun de quatre éclairs d’argent et celui du chef accosté de deux demi-vols aussi d’argent, au chef d’azur chargé de la Sainte-Tunique d’argent accostés de deux fleurs de lys d’or. |
|        | Ville d'Arrancourt, Essonne D'argent à un cerf d'or* passant, au mantel d'azur à trois glands d'or mal ordonnés à dextre et à un rocher isolé à trois sommets à senestre. |
|        | Ville d’Asquins De gueules aux deux grappes de raisin d'or soutenues d'une coquille du même, à la champagne ondée d'argent, au chef cousu d'azur semé de fleurs de lys aussi d'or et de larmes aussi d'argent, chargé d'une coupe couverte d'or brochant sur le semé. |
|        | Ville d'Arnac-La-Poste, Haute-Vienne D'or à la tour fortifiée de deux ouvertures d'argent, au chef de gueules chargé d'un cor d'argent surmonté d'un fouet de même, le tout posé en fasce. |
|        | Ville d'Artemare, Ain D'azur à trois barres de gueules. |
|        | Ville d'Asnelles D'azur à la barque de gueules, habillée d'argent, mouvant du flanc dextre et voguant sur une mer agitée de sinople, accompagnée en chef à dextre d'une étoile d'or rayonnante vers la pointe. |
|        | Ville d'Asnières-lès-Dijon D'azur à l'épi de blé et à la grappe de raisin, tigée et feuillée, le tout d'or, mouvant d'un croissant d'argent, au chef cousu de gueules chargé d'une croisette tréflée aussi d'or. |
|        | Ville d’Aubin, Aveyron De gueules au lion d'or, au chef cousu de sable chargé d'un pic et d'un marteau d'argent emmanchés d'or passés en sautoir et surchargés d'une lampe de mineur aussi d'argent allumée de gueules. |
|        | Ville d'Augne, Haute-Vienne Parti de gueules et de sinople, au monogramme AUGNE de gueules brochant soutenu d'une étoile d'argent. |
|        | Ville d'Aulnay D’or au pal du même côtoyé de quatre losange, deux à chaque flanc. |
|        | Ville d'Aulnois-sous-Laon D’or à l’écusson de gueules chargé de trois merlettes de sable et sommé d’un château de quatre tours couvertes d’argent, ouvert et ajouré de sable, soutenu par deux branches d’aulne fruitées au naturel et posées en chevron renversé, et accompagné de trois merlettes de sable. |
|        | Abbaye d'Aurillac Parti de gueules et de sinople, à la bordure engrélée de l'un en l'autre. |
|        | Ville d'Authieux-sur-Calonne De gueules aux deux léopards d’or lampassés du champ, l’un sur l’autre ; au chef cousu d’azur chargé de trois églises d’argent. |
|        | Ville d'Auvers-sur-Oise, Val-d'Oise D'argent, de deux arches maçonnées d'or, posées sur une rivière d'azur mouvant de la pointe, surmontées de deux écussons : à dextre d'azur semé de fleurs de lys d'or, à sénestre de gueules au sautoir d'or. |
|        | Ville d'Avançon, Hautes-Alpes De gueules à trois chevrons d'argent ; au chef cousu* de sinople chargé d'un fouet aux lanières plombées d'or posé en barre. * Ces armes emploient le terme « cousu » dans le seul but de contrevenir à la règle de contrariété des couleurs : elles sont fautives. |
|        | Ville d'Aydoilles D'azur à Saint Georges sur un cheval cabré terrassant un dragon contourné en pal, le tout d'or, au chef cousu de gueules chargé d'une roue dentée aussi d'or accostée de deux carreaux du même. |
|        | Ville d'Aytré, Charente-Maritime De gueules, à une roue dentée d'argent, percée du champ, soutenue d'une champagne fascée-ondée d'argent et d'azur, chargée d'un soleil rayonnant d'or, mouvant de la pointe; au chef cousu d'azur à trois demi-vols d'or. |

## B
- Haut – A
- B
- C
- D
- E
- F
- G
- H
- I
- J
- K
- L
- M
- N
- O
- P
- Q
- R
- S
- T
- U
- V
- W
- X
- Y
- Z

| Figure | Nom de la famille et blasonnement |
| ------ | --- |
|        | Ville de Ballainvilliers, Essonne D'azur à la gerbe d'or soutenue d'un croissant d'argent, au chef cousu de gueules chargé de trois étoiles d'argent. |
|        | Ville de Balzac, Charente Écartelé : Aux 1er et 4e de sinople à trois gousses de petits-pois, feuillées et posées en bouquet en ombre de sable, aux 2e et 3e d'argent au huchet d'or, le pavillon à senestre. Ce blason défie les règles héraldiques. |
|        | Ville de Ban-de-Laveline, Vosges D'azur, à la barre d'or chargée d'un poisson d'argent accosté de deux chaises de sable, accompagnée en chef d'une lettre L majuscule de sable et en pointe d'une branche de noisetier au naturel, feuillée de sinople, à la coquerelle de gueules mise en barre. |
|        | Ville de Barjols, Var D'azur à la colonne d'or au pied perroné de trois pièces, surmontée d'une fleur de lys du même et accostée de deux lettres B capitales de sable. |
|        | Ville de Barzy-en-Thierache Coupé d'un chevronné d'or et de sable, et d'un parti d'argent à trois lions de gueules, et de France ; à la fasce ondée de sinople frettée de gueules brochant sur le coupé. |
|        | Ville de Bavent D'argent à la cotice de gueules chargée de quatre poteries de Bavent d'or (un pot à deux anses, un broc, un vase et un pot à col évasé) posées en barre, et accompagnée en chef de trois fleurs de jonquilles aussi d'or* ordonnées en orle et en pointe d'un héron contourné du même * becqué et membré de sable ; au chef d'or chargé de l'inscription en capitales de sable BAVENT senestré de gueules à deux léopards aussi d'or l'un sur l'autre. |
|        | Ville de Beaumont-sur-Vingeanne, Côte-d'Or D'argent à trois tours de sinople maçonnées et crénelées de gueules. |
|        | Ville de Beaufour-Druval, Calvados Taillé ployé d'or et de sinople; au pommier coupé d'or et fruité de gueules brochant sur le tout senestré en pointe d'une pomme de gueules, feuillée de sinople et chargeant le sinople; au chef de gueules chargé de deux léopards d'or et soutenu d'une trangle, la ligne inférieure formée de six vagues, d'azur. |
|        | Ville de Bellac, Haute-Vienne D'argent au château d'or, maçonné de sable, couvert d'une toiture en dos d'âne du même, flanqué de deux tours et donjonné d'une autre tour d'or, couvertes de sable et pavillonnées du champ, le tout sur une mer d'azur; au chef d'azur chargé de trois fleurs de lis d'or mal ordonnées. |
|        | Ville de Belloc, Ariège D'or à la Croix latine d'argent. |
|        | Ville de Blanzac, Haute-Vienne De sable au linteau d'or chargé d'inscriptions du champ, au chef cousu de gueules chargé de deux sacs d'argent. |
|        | Ville de Beaulieu-sous-la-Roche Écartelé : au premier, de gueules aux cinq tours d'or ordonnées en sautoir ; au deuxième, d'azur aux trois fleurs de lys d'or, à la bordure cousue de gueules ; au troisième, d'argent à la croix ancrée de gueules, à la bordure de sable chargée de huit besants d'or ; au quatrième, gironné de vair et de gueules de douze pièces ; à la croix d'argent chargée d'un bâton prieural au naturel posé en pal, brochant sur l'écartelé. |
|        | Ville de Bennecourt d'azur à la grappe de raisin tigée et feuillée d'or, accostée de deux épis de blé du même, au chef cousu de gueules chargé de trois étoiles d'or. |
|        | Ville de Besançon, Doubs D'or, à l'aigle de sable tenant de ses serres deux colonnes de gueules brochant sur les ailes. |
|        | Ville de Beuvillers De gueules au chevron renversé de sinople, soutenu d'azur, déporté vers senestre, accompagné, en chef, d'un massacre de bœuf d'argent soutenu d'une coquille du même et, en pointe à dextre, d'une porte couverte en croupe, flanquée de deux échauguettes aussi couvertes, le tout de sable mouvant de la pointe. |
|        | Ville de Billy-sur-Aisne D'azur à un épi de blé d'or posé en barre, accompagné en chef de deux champignons de sable au pied d'argent rangés en fasce, celui de dextre plus gros et brochant sur l'autre, et en pointe d'une roue dentée de gueules. |
|        | Ville de Bissey-la-Côte D'azur aux trois épis de blé d'or, au chef de gueules chargé d'une croix de Malte d'argent. |
|        | Ville de blainville-sur-Orne écartelé : au premier et au quatrième d'azur aux trois fleurs de lys d'or, au deuxième et au troisième de sinople au sautoir bretessé d'argent chargé d'un sautoir d'or ; sur le tout d'or à la bisse ondoyante d'azur posée en pal. |
|        | Ville de bleurville De gueules à la couronne de chêne feuillée de huit pièces d’or, fruitée de huit glands de sinople, tortillée en couronne d’épines, au chef cousu d’azur chargé d’une crosse abbatiale contournée aussi d'or et d’une hache contournée du même passées en sautoir, à la croisette pattée de gueules brochant sur le sautoir. |
|        | Ville de Blesmes, Aisne Coupé de un, parti de trois : au 1er d'or au chef émanché d'azur, au 2e d'azur à l'étoile d'or au canton dextre du chef, au 3e de sinople à la gerbe de blé d'or, au 4e d'azur à la bande cousue* de gueules, au 5e de sinople plain, au 6e coupé émanché d'azur et de gueules, au 7e de sinople à trois abeilles de sable*, ailées d'or ordonnées en chevron couché contourné, au 8e d'or à sept filets en fasce de sable et à la bande ondée d'azur brochante ; à l'écusson coupé au I d'argent au soleil non figuré à seize rais droits d'or*, au II d'or plain et à la face d'argent brochant sur le coupé, ledit écusson brochant en cœur sur les quatre quartiers de dextre. |
|        | Ville de Brettes D’azur au château couvert d’or, donjonné de deux pièces, ouvert et ajouré du champ, maçonné de sable ; au chef cousu de gueules chargé de trois vaches cousues de sable. |
|        | Ville de Bréville-les-Monts De gueules à la rose d'argent en pointe ; au chef cousu de sable chargé de deux roses aussi d'argent. * Ces armes emploient le terme « cousu » dans le seul but de contrevenir à la règle de contrariété des couleurs : elles sont fautives : Sauf concession d'armoiries "de sable à X roses d'argent", ce chef cousu de sable n'est pas acceptable et rend les armes fautives.. |
|        | Ville de Bois-Colombes, Hauts-de-Seine De gueules au chêne arraché d'or, au chef cousu d'azur chargé de trois colombes essorantes d'argent. |
|        | Ville de Bois-le-Roi, Seine-et-Marne De gueules à un arbre arraché de sinople*, au chef ondé d'azur bordé d'argent chargé de trois fleurs de lys d'or. |
|        | Ville de Bois-Plage-en-Ré (Le) D'argent aux quatre fasces ondées d'azur abaissées sous un soleil rayonnant d'or mouvant de la première et accompagné en chef d'une pomme de pin et d'une grappe de raisin de gueules. |
|        | Ville de Bouafle, Yvelines D'argent à la grappe de raisin tigée d'or accompagnée de cinq quintefeuilles de sinople 2, 2 et 1; au chef d'azur chargé d'un écusson de sable à trois besants d'argent et accosté de deux fleurs de lis d'or. |
|        | Ville de Bouffémont D’azur à la silhouette du vieux village cousue de sable, clocher à dextre et beffroi à senestre, sommé d’un arc en ciel au naturel en barre ployé, encadrée d’une foret cousue de sinople, mouvant de la pointe et des flancs, chargée d’un visage féminin d’argent. |
|        | Ville de Bouilland D'or au sautoir de gueules cantonné de quatre alérions d'azur. |
|        | Ville de Bouin, Vendée De gueules à la nef d'or, grée et mâtée du même, avec une voile et un pennon d'argent, voguant sur une mer de sinople, cantonnée à dextre en chef d'une étoile aussi d'or posée en bande. |
|        | Ville de Bourcefranc-le-Chapus D’argent au fort Louvois d’or, terrassé de sinople ; au chef d’azur chargé de trois fleurs de lis d’or. |
|        | Ville du Bourget De gueules aux trois vols d'or rangés en pal et chargés chacun d'une étoile du même, au chef cousu d'azur chargé d'un huchet contourné aussi d'or. |
|        | Ville de Bournazel, Aveyron Écartelé : au 1er d'argent au lion d'or*, au 2e d'azur à trois coquilles d'argent, au 3e d'or à l'arbre de sinople terrassé du champ, au 4e d'or à trois chevrons de gueules et au chef cousu d'argent* chargé de trois mouchetures d'hermine de sable. |
|        | Ville de Bréviaires, Yvelines Tiercé en pairle, au premier de gueules à un cheval sellé d'or, au second d'azur, à quatre burelles ondées d'argent, au troisième d'or à un poisson, une crosse et un lis de jardin tous d'argent, posés en pal et rangés en bande, le lis feuillé et tigé de sinople. |
|        | Ville de Bry-sur-Marne Parti : au premier d'azur au pont de bois de deux piles d'argent posé sur des ondes du même mouvant de la pointe, surmonté d'une roue de moulin d'or, au second de gueules à l'orme terrassé aussi d'or et au chef cousu de sinople chargé de trois épis de blé d'argent. |
|        | Ville de Buc, Territoire de Belfort de gueules aux trois croissants d'argent, au chef cousu de sinople. |
|        | Ville de Buire, Aisne Écartelé : au 1er d'argent à trois fasces de gueules, au 2d d'azur à l'étoile d'or senestrée d'une crosse contournée du même, au 3e d'azur à trois fleurs de lis d'or et à la bordure de gueules, au 4e de sinople au mulet d'argent chargé du même en chef et à la roue de moulin de sable en pointe; sur le tout, d'or au lion de gueules. |
|        | Ville de Burzet, Ardèche Écartelé : au premier et au quatrième d'argent au murier sauvage arraché de sinople, aux deux fasces de gueules brochant sur le tout, au deuxième d'or à l'aigle bicéphale soudée d'argent soutenue d'un soleil non figuré de gueules, au troisième d'azur au rocher d'argent mouvant de la pointe et du flanc dextre, sommé d'une tour d'or ouverte et ajourée de sable. |
|        | Ville de Breuil-Magné, Charente-Maritime Écartelé : au 1er d’argent à la maison en perspective du même, essorée d’or, ouverte et ajourée de gueules, brochant sur trois cyprès de sinople, rangés en fasce, au 2e d’azur au moulin d’argent, ailé d’or et essoré de gueules, au 3e coupé ondé en chef-barre-champagne d’azur et d’argent, à deux touffes de jonc d’or mouvant du trait de partition à chaque flanc et à l’oiseau de gueules contourné en vol, au 4e d’argent à trois arbres coupés au naturel rangés en fasce. |
|        | Ville de Bretenière D'azur aux trois martinets d'argent, au chef de gueules chargé de trois coquilles d'or. |
|        | Ville de Bretteville-sur-Odon De gueules au pont d'une arche de sable mouvant des flancs, l'arche empierrée d'argent, soutenu de trois coquilles d'argent, ordonnées 2 et 1, à l'épée basse de bretteur à dextre et à l'épi de blé tigé à senestre, les deux d'or, posés en pal et brochant sur le tout. |
|        | Ville de Breziers D'azur au lion d'or armé et lampassé de gueules à la tierce du même brochante; au chef d'azur chargé de trois étoiles cousues de gueules. * Ces armes emploient le terme « cousu » dans le seul but de contrevenir à la règle de contrariété des couleurs : elles sont fautives. |
|        | Ville de Brioux-sur-Boutonne D'or à un chevron de gueules accompagné de trois cigognes d'argent. |
|        | Ville de Brizambourg, Charente-Maritime Coupé: au 1er d'azur à la tour d'argent, maçonnée d'or et accostée de deux grappes de raisin d'or, celle de dextre posée en bande, celle de senestre en barre, au 2e de gueules à la cruche cousue de sinople sur son plateau du même, accostée de deux couleuvres d'or, celle de dextre posée en barre et celle de senestre en bande; à la fasce bastillée d'argent et maçonnée d'or, brochant sur la partition et sur laquelle est posée la tour du 1er. |
|        | Ville de Brullioles, Rhône D’orangé au chevron cousu de sinople accompagné de deux coquilles d’argent en chef et d’une croisette pattée cousue de gueules en pointe. |
|        | Ville de Brunels (Les) De gueules à la montagne d’argent sommée d’un aulne du même, au chef cousu d’azur chargé d’une rose aussi d’argent accosté de deux hures de sanglier affrontées d’or. |
|        | Ville de Bruniquel, Tarn-et-Garonne De sinople au chevron cousu de gueules accompagné en pointe d'une tête de bélier d'argent accornée d'or. * Ces armes emploient le terme « cousu » dans le seul but de contrevenir à la règle de contrariété des couleurs : elles sont fautives. |
|        | Ville de Buc, Yvelines Écartelé, au premier d’azur à une hélice posée en bande accompagnée à senestre d’une fleur de lys et à dextre d’un fer à cheval, le tout d'or, au deuxième de gueules à une quintefeuille de sinople, au troisième de gueules à un aqueduc à quatre arches d’argent maçonnées de sable et au quatrième d’argent à trois fasces ondées d’azur. |
|        | Ville de Buhy Au champ de gueules cantonné au 1) d’or à la bande d’azur ; au 2) burelé de gueules et d’argent de huit pièces au lion de sable lampassé de gueules, armé et couronné d’or brochant ; au 3) d’argent aux trois pals d’azur ; au 4) d’or au sautoir ancré d'azur ; Le tout chargé en cœur d’une bande ondée d’azur ornée de trois anilles de sable. |
|        | Ville de Buisson-de-Cadouin, Dordogne Écartelé, au 1, d'azur à un aviron d'or posé en barre la pelle vers la pointe, soutenu par une rivière d'argent, au 2, d'argent au cognassier terrassé de sinople fruité d'or, accosté de deux fleurs de lys de même,au 3, d'azur à la croix d'argent cantonnée de quatre pals d'or, à la bordure cousue de gueules chargée de dix besants d'or, au 4, d'azur à un ours passant d'or sur une terrasse de gueules surmonté d'un croissant d'argent. |
|        | Ville de Bussy-Saint-Martin, Seine-et-Marne Coupé, en 1) de gueules à une église d’argent, essorée de sable, posée sur un tertre de sinople, en 2) d’azur à un pont à dos d’âne à une seule arche d’or, maçonné de sable, alésé et mouvant de la pointe, surmonté de deux gerbes de blé d’or. |

## C
- Haut – A
- B
- C
- D
- E
- F
- G
- H
- I
- J
- K
- L
- M
- N
- O
- P
- Q
- R
- S
- T
- U
- V
- W
- X
- Y
- Z

| Figure | Nom de la famille et blasonnement |
| ------ | --- |
|        | Ville de Cabourg Parti : au premier de gueules au bateau de sable habillé d'argent et flammé de tricolore voguant de face sur une mer d'azur, au second à l'estuaire de la Dives au naturel, formé d'un littoral d'or mouvant du flanc senestre et de la pointe, parcouru d'un fleuve sinueux d'azur mouvant de senestre et se jetant en chef dans une mer aussi d'azur ; le tout sommé d'un chef d'azur chargé d'un poisson d'argent. |
|        | Ville de La Cadière-d'Azur D'azur au tabouret d'or; au chef cousu de gueules chargé d’un sautoir d'or. alias : D'azur à la chaire de prédicateur d'or, au chef cousu de gueules chargé d'un flanchis aussi d'or. * Ces armes emploient le terme « cousu » dans le seul but de contrevenir à la règle de contrariété des couleurs : elles sont fautives. |
|        | Ville de Cadolive D'argent à une branche d'olivier d'argent fruitée de sable ; au chef d'azur portant en lettres de sable CADO OULIVO VEN A BEN. |
|        | Ville de Callian D'or, à une bande de gueules, et le mot « CALLIAN », de sable, posé sur la bande. |
|        | Ville de Campagnac-les-Quercy dCoupé : au 1er d'azur à la tour d'argent, maçonnée de sable et ouverte du champ, au 2e d'argent à l'épée d'or posée en bande. |
|        | Ville de Cantoin, Aveyron D'azur au chevron d'or accompagné de trois couronnes de laurier de sinople. |
|        | Ville de Carnoux en Provence De gueules à la barre cousue d'azur accompagnée, en chef, de trois croissants mal ordonnés, les deux en pointe adossés d'argent et, en pointe, d'une fleur de lys d'or surmontée d'un lambel du même. |
|        | Ville de Carrières-sous-Poissy de gueules au fer à cheval accompagné à dextre d'une masse, à senestre d'un pic de carrier, en pointe d'un épi de blé, le tout d'or, au chef ondé cousu d'azur, chargé d'une losange d'argent surchargée d'une moucheture d'hermine de sable et accostée de deux fleurs de lys d'or. |
|        | Ville de Carrières-sur-Seine de gueules aux trois têtus de carrier d'or rangés en phase, soutenus d'ondes d'argent mouvant de la pointe, au chef cousu d'azur chargé d'un clou de la Passion d'argent accosté de deux fleurs de lys aussi d'or. |
|        | Ville de Caseneuve D'azur au chef d'or chargé d'une maison neuve d'argent. |
|        | Ville de Castelsarrasin D’azur au château donjonné de trois tours d’argent, maçonné de sable, au chef cousu de gueules chargé d’une croisette cléchée, vidée et pommetée de douze pièces d’or. |
|        | Ville de Cavaillon D'azur, à une tour de clocher d'argent à sénestre, et une tour crénelée de même, maçonnée de sable à dextre, moins haute que la première, dont elle est séparée, le tout sur une terrasse de sinople. |
|        | Ville de Cazes-Mondenard Écartelé : au premier et au quatrième d'argent à la tour d'or maçonnée de sable, ouverte du champ, au deuxième et au troisième d'azur à la grappe de raisin pamprée et feuillée d'une pièce d'or ; le tout sommé d'un chef d'azur chargé de trois fleurs de lys d'or. |
|        | Ville de Centres Parti: au premier de gueules à deux étoiles d’azur rangées en bande, au second d’or à la tour de gueules ouverte du champ; au chef ployé en chevron renversé d’azur chargé d’un soleil non figuré d’or. |
|        | Ville de Cerny-les-Bucy D'azur à la tour carrée couverte du lieu d'argent, maçonnée de sable, mouvant de la pointe; au chef de sable* chargé de trois annelets d'or. |
|        | Ville de Cersay D’argent à la grappe de raisin d’azur pamprée de deux feuilles de sinople, soutenue de trois fleurs de lys soudées d’or ordonnées 2 et 1, au chef de gueules chargé de trois tours aussi d’or. |
|        | Ville de Cergy De gueules à la boucle d'Oise stylisée d'azur bordée d'argent, soutenue de la Préfecture du même, au chef cousu d'azur chargé de deux fleurs de lys d'or, au porche d'argent brochant sur la partition. |
|        | Ville de Chaignay, Côte-d'Or D'argent à deux branches de chêne tigées, feuillées, fruitées de sinople, aux extrémités posées en sautoir vers la pointe, accompagnées d'un puits d'or en chef ; au chef d'or maçonné de sable chargé vers la pointe de cinq arcades remplies du même. |
|        | Ville de La Chaize-le-Vicomte De gueules aux trois écussons ovales, celui en pointe couché, le premier cousu d'azur à l'arbre arraché d'argent, accosté de deux croissants affrontés du même, surmonté d'une fleur de lys d'or ; le deuxième gironné de sable et d'argent de huit pièces ; le troisième cousu d'azur à la croix de Saint Louis d'or. |
|        | Ville de Châlus De sinople à l'arc couché de gueules*, cordé de sable*, à la flèche ajustée du même, soutenu d'une boule aussi de sable et environné de neuf quilles d'or ordonnées en orle. |
|        | Ville de Chamagne D’azur à un livre ouvert d’argent chargé sur la page senestre d’un C antique de gueules, traversé d'un bâton de pèlerin d’or mis en bande ; au chef cousu de gueules chargé d’un alérion d’argent accosté à dextre d’un croissant montant d’or et à senestre d’un besant du même. |
|        | Ville de Champagne-sur-Oise D'azur à la roue d'engrenage d'or enfermant un tourteau de gueules chargé de trois branches de fougère fossile de sable, une en pal et deux en chevron renversé, desquelles s'échappent deux éclairs d'argent posés en chevron renversé mouvant des flancs de l'écu et brochant sur la roue, ladite roue sommée d'une fleur de lys d'or et surmontée d'une devise ondée d'argent soutenant un clou de la Passion du même accosté de deux fleurs de lys aussi d'or. |
|        | Ville de Champagne-sur-Seine De gueules au pont droit de trois arches d'argent, maçonné de sable, posé sur une rivière d'argent mouvant de la pointe, surmonté d'une roue d'argent dentée de seize pièces d'or, sur laquelle broche un éclair du même posé en bande ; au chef cousu d'azur chargé de trois grappes de raisin d'argent, feuillées d'or, celle du milieu de deux pièces, celle de dextre d'une pièce à senestre et celle de senestre d'une pièce à dextre. |
|        | Ville de Champigny Coupé : au premier parti au I d'azur semé de fleurs de lys d'or à la bordure componée d'or et de gueules et au II bandé d'or et d'azur à la bordure de gueules, au second de gueules au pairle cousu d'azur.ancien. |
|        | Ville de Champmotteux D'azur à la tour d'argent ouverte, ajourée et maçonnée de sable, posée sur un tertre de trois coupeaux d'or, au chef de gueules* chargé de trois étoiles de six rais d'or; le tout sommé du chef de France |
|        | Ville de Châteauneuf-sur-Isère De sable aux quatre ondes alésées d'azur, au château de trois tours d'argent, ouvert et ajouré d'or, maçonné du champ, brochant sur les deux premières et soutenu des inscriptions "Châteauneuf" brochant sur la troisième et "sur Isère" brochant sur la quatrième, toutes deux d'or. |
|        | Ville de Chef-Boutonne De gueules aux cinq tours de sable posées à plomb et ordonnées en chevron. |
|        | Ville de Chevry-Cossigny De gueules au chevron d’argent chargé d’un chevron d’azur, accompagné de trois quintefeuilles d’or surmonté d’un lambel aussi d’argent. |
|        | Ville de Camps-la-Source D'azur à trois fleurs de lys d'or, les deux inférieures posées à dextre en bande et à senestre en barre, brochant sur un mât au naturel, soutenues d'une terrasse de sinople et sommées de la troisième fleur de lys sur laquelle broche une croix orange. |
|        | Ville de Chaniers, Charente-Maritime D'azur à la barre cousue de tenné, chargée de quatre tourteaux de sinople, accompagnée, en chef, du clocher du lieu d'argent essoré de sable mouvant de la barre et, en ponte, d'un poisson de gueules versé en barre; au comble de sinople chargé de l'inscription « CHANIERS » en lettres capitales de sable. |
|        | Ville de Chantérac D'azur à la bande d'or accompagnée de deux fleurs de lys du même ; au chef cousu de gueules chargé de deux chaînes d'or, passées en sautoir, alésées avec les maillons des extrémités brisés. * Ces armes emploient le terme « cousu » dans le seul but de contrevenir à la règle de contrariété des couleurs : elles sont fautives. |
|        | Ville de Charbuy Parti de gueules à la tour d'argent à la crosse issante d'or posée sur un talus de sable et environnée d'arbres ; et d'azur à la corne d'abondance d'or d'où s'échappent des produits de la terre, au chef de sinople portant le nom de la commune d'or, entre deux étoiles d'or. |
|        | Ville de Charron Écartelé au 1) d’azur à la coquille de moule de sable, ombré d’argent posée en barre, au 2) de gueules à la perdrix couronnée d’or, au 3) de gueules à la tour d’argent, au 4) d’azur au besant défaillant à dextre et à l’épi les deux d’or et passés en sautoir. |
|        | Ville de Château-d'Oléron (Le) Coupé: au 1er d'or au château de sable, ouvert et ajouré d'argent, au 2e de gueules à la barque d'or montée de quatre personnages contournés chacun tenant une lance à guidon du même, voguant sur une onde d'azur. |
|        | Ville de Château-l'Évêque De sinople au château d'argent, maçonné et ajouré de sable, flanqué d'une tour carrée à senestre et d’une autre plus petite à dextre ; au chef de pourpre chargé d'une mitre d'or et d'une crosse du même. |
|        | Ville de La Chapelle-Rablais Coupé : en 1) de gueules à une église d'or, ouverte et ajourée de sable, lanternée d'argent, accostée de deux arbres de sinople, le tout mouvant de la partition ; en 2) d'azur à une charue et une gerbe de blé posées en pal, toutes deux d'or. |
|        | Ville de Lachapelle-sous-Rougemont de gueules au clocher d'or posé sur une terrasse rocheuse de sinople, chapé cousu d'azur chargé de deux étoiles de six rais aussi d'or. |
|        | Ville de La Chapelle-en-Vercors De gueules au chamois d’or sur une montagne du même ; au chef cousu de sinople chargé de trois sapins d’or. * Ces armes emploient le terme « cousu » dans le seul but de contrevenir à la règle de contrariété des couleurs : elles sont fautives. alias : De gueules aux trois vermisseaux d'argent. Ce qui est plus conforme aux principes de l'héraldique. |
|        | Ville de Chauché De sinople à la tour cousue de gueules, surmontée de l'inscription « CHAUCHÉ » en lettres capitales cousues de sable, au cadran solaire en triangle d'or mouvant de la pointe brochant sur la tour. |
|        | Ville de La Chaussee Parti: au 1er d'argent au lion de gueules, au 2e coupé au I d'azur à l'église du lieu d'or, ouverte et ajourée de sable, posée sur le trait du coupé, au 3e d'azur au chêne au naturel terrassé de sinople. |
|        | Ville de Chemilly-sur-Serein D'azur au chevron d'argent, accompagné de trois étoiles du même, au chef cousu de gueules* chargé de trois croisettes de huit pointes du second. |
|        | Ville de Chéniers Tiercé en fasce : au premier parti au premier d'or à deux lions léopardés de gueules l'un au-dessus de l'autre, au deuxième de gueules au lion d'hermine armé, lampassé et couronné d'or, à la lettre C d'argent brochant sur les deux quartiers; au deuxième parti au premier de gueules à la gerbe de blé d'or liée d'azur, au deuxième d'or à la vache de gueules, accolée et clarinée d'azur; au troisième d'or au soleil du même au moulin d'or essoré d'azur, ouvert et maçonné de sable brochant, à la roue d'azur sur une rivière du même; en abîme, d'argent aux lettres C et B entrelacées d'or. |
|        | Ville de Cheniménil Coupé en chevron versé : au premier d’or à la tour d’argent ajourée et maçonnée de sable accostée de deux branches de chêne de sinople, en bande à dextre et en barre à senestre, au second de gueules aux deux écheveaux d’argent, en bande à dextre et en barre à senestre ; au chevron renversé d’azur chargé de sept besants d’argent brochant sur la partition. |
|        | Ville de Chérac De sinople à la trangle ondée d’argent accompagnée en chef d’une fleur de tilleul accostée de deux grappes de raisin, le tout d’or et en pointe de deux épis courbés d’or, les tiges passées en sautoir, accostés de deux arbres de sable ; à l’écusson d’azur à la mitre d’argent accompagnée de trois fleurs de lys d’or brochant en abîme sur la trangle. |
|        | Ville de Chéry-lès-Pouilly, Aisne De sinople au cheval cabré et contourné de sable; au chef tiercé en pal: au 1er d'azur à la fleur de lis d'or, au 2e d'argent au lion de gueules, au 3e de gueules au fer à cheval d'or. |
|        | Ville de Chaumontel D'argent à la fasce ondée d'azur chargée d'une roue à aubes de sable accompagnée de quatre ondes d'argent, deux de chaque côté et l'une au-dessus de l'autre, ladite fasce surmontée à dextre d'un arbre de sinople et à senestre d'une tête d'oiseau arrachée de sable; à l'émanche de gueules mouvant de la pointe et chargée d'un chevronel d'or soutenu de trois besants mal ordonnés d'argent; au chef d'azur chargé de trois fleurs de lis d'or. |
|        | Ville de Champvallon Tranché d'or à la grappe de raisin feuillée de gueules, et de sable aux quatre épis de blé d'or, à la cotice de gueules en bande brochant sur la partition ; au chef d'azur à la maison d'or ajourée de sable posée sur un mur crénelé de cinq pièces d'argent maçonné de sable. |
|        | Ville de Châtelliers-Châteaumur D'argent à l'aigle de sable, becquée, lampassée et membrée de gueules, à la bordure soudée d'or chargée de neuf merlettes aussi de sable ordonnées en orle, au franc-canton aussi de gueules. |
|        | Ville de Chevilly-Larue D'azur à la colombe fondante d'argent, à la bordure cousue de gueules chargée de huit macles d'or. |
|        | Ville de Chevry-en-Sereine De sinople au bouquet de trois épis tigés, feuillés et liés d'or posé en bande et accosté de deux bâtons ondés d'argent; au chef bastillé de trois pièces cousu d'azur chargé d'une représentation de la « croix Saint-Marc » du lieu accostée de deux fleurs de lis, le tout d'or. |
|        | Ville de Clamerey, Côte d'Or D'azur à trois épis de blé d’or accompagnés en chef d’un écusson de gueules. |
|        | Commune de Clavières, Cantal De gueules à la clé d’argent, au chef cousu d’azur chargé de trois étoiles d’or. |
|        | Ville de Les Clayes-sous-Bois, Yvelines D'azur à trois sapins de sinople posés 1 et 2 et à une clôture en pointe. |
|        | Ville de Combs-la-Ville d’azur aux trois fleurs de lys d’or accompagnées, en abîme, d’un écusson cousu de sable aux trois besants d’argent, chaussé aussi d’or, au chef cousu de gueules chargé d’une couronne à l’antique d’or. |
|        | Ville de Commentry De gueules à l'enclume de sable surmonté d'un marteau et d'un pic de mineur du même posés en sautoir, surmontés d'une lampe de mineur du même allumée d'argent. |
|        | Ville de Condé-en-Brie D'azur à trois fleurs de lys d'or, celle du chef dextre brochant sur une cotice alésée de gueules. |
|        | Ville de Condren Écartelé : au 1er d’azur à la colombe d'argent volant et à la champagne de vair, au 2e de gueules aux trois lionceaux de sable, au 3e de gueules aux trois épis de blé d'or, au quatrième d’azur aux trois fleurs de lys d'or. |
|        | Ville de Confolens, Charente D'or au pont de trois arches d'argent * sommé de trois tours du même, posé sur des ondes d'azur, surmonté des trois lettres capitales C, F et L de sable. |
|        | Ville de La Coquille, Dordogne D’or à la coquille renversée d’argent, les cotes de sinople, surmontée d'une couronne murale de trois tours d'argent, maçonnée de sable; au chef de gueules chargé de trois lions d’or. |
|        | Ville de Corbeil-Essonnes parti : au premier d’azur au cœur cousu de gueules chargé d’une fleur de lys d’or, au second aussi d’azur aux trois épis de blé d’or posés en éventail. |
|        | XX Ville de Corte, Haute-Corse De gueules à la tour d'argent maçonnée de sable et terrassée de sinople, au chef cousu d'azur chargé d'une tête de Maure de sable tortillée d'argent et accostée de deux clefs adossées du même. |
|        | Ville de Colleville-Montgomery D'argent au chevronel haussé de gueules accompagné en chef dextre d'un léopard, en chef senestre d'une péniche de débarquement, le tout de sable, en pointe d'une forteresse d'or maçonnée de sable, terrassée du champ, sommée d'une tête de soldat en ombre du même, posée de face et coiffée d'un béret de sinople; à la mer d'azur. |
|        | Ville de Coquille (La) D’or à la coquille renversée d’argent, les cotes de sinople, surmontée d'une couronne murale de trois tours d'argent, maçonnée de sable; au chef de gueules chargé de trois lions d’or. |
|        | Ville de Coudoux Coupé: au premier d'azur à l'étoile de seize rais d'or, dans le canton un écu d'azur chargé d'une fleur de lys aussi d'or surmontée d'un lambel aussi de gueules, au second d'or à la grappe de raisin d'argent accostée de deux rameaux d'olivier de sinople posés en chevron renversé. |
|        | Ville de Courbevoie D'azur au pont courbe de trois arches d'or, maçonné de sable et posé sur des ondes d'argent mouvant de la pointe, au chef cousu de gueules chargé d'une tente d'argent accostée de deux grappes de raisin d'or tigées et feuillées de sinople. |
|        | Ville de Courdimanche De gueules au chevron d'argent accompagné d'un mont d'or mouvant de la pointe, au chef aussi d'or chargé d'une fleur de lys cousue d'argent. |
|        | Ville de Courtelevant D'azur à trois besants ovales d'argent, ceux du chef posés en chevron renversé, celui de la pointe couché; au chef du même chargé de deux fleurs de lis d'or* ; le tout enfermé dans une bordure réduite d'argent. |
|        | Ville de Coux-et-Bigaroque D'argent à la barre réduite de sinople chargée des inscriptions d'argent «D'AISSI E D'ALAY» et «D'ANTAN O DONMAN», accompagnée en chef d'une croix cléchée et pommetée de douze pièces d'or, remplie de gueules et, en pointe, d'une noix, d'or, d'une branche de sinople et d'une barque de sable sur des ondes alésées d'azur, le tout rangé en barre. |
|        | Ville de Corbières-en-Provence D’azur à un corbeau au naturel, s’essorant sur un rocher d’or, et derrière le rocher, une rivière d’argent. Si le corbeau est au naturel les armes ne sont-elles pas fautives ? |
|        | Famille Corsi Coupé de sinople sur gueules au lion de l'un en l'autre, au bâton d'argent brochant sur le tout. |
|        | Ville de Cransac D’azur au volcan de sable, enneigé d’argent, d’où s'écoule une lave de gueules et d’où s’échappent des fumées d’argent. |
|        | Ville de Cramont De sinople à la croix d'or chargée de cinq coquilles d'argent. |
|        | Ville de Cravant De gueules à une massue cloutée d'or et une clef du même posés en sautoir, au chef d'azur* chargé de trois cailloux d'argent. |
|        | Ville de Cruzy-le-Châtel De gueules à la bande d'or chargée de deux clefs d'argent passées en sautoir à plomb, au chef brochant d'azur chargé de trois lézards aussi d'argent. Inspiré des armes Le Tellier D'azur, à trois lézards d'argent posés en pal, au chef cousu de gueules à trois étoiles d'or. * Ces armes emploient le terme « cousu » dans le seul but de contrevenir à la règle de contrariété des couleurs : elles sont fautives. Sauf concession d'armoiries "de gueules à 3 étoiles d'or" |

## D
- Haut – A
- B
- C
- D
- E
- F
- G
- H
- I
- J
- K
- L
- M
- N
- O
- P
- Q
- R
- S
- T
- U
- V
- W
- X
- Y
- Z

| Figure | Nom de la famille et blasonnement |
| ------ | --- |
|        | Ville de Déols De gueules aux trois fasces d’or ; au chef d’argent chargé d’une couronne de marquis d’or. |
|        | Ville de Digne les Bains D’azur à la fleur de lys d’or accompagnée en chef d’une croisette de gueules, aux flancs de deux lettres L capitales affrontées d’argent et en pointe d’une lettre D capitale aussi d’or. |
|        | Ville de Dinard De sinople à la croix d'hermine, chaque canton chargé d'un pal de gueules. Drapeau de Dinard entre 1998 et 2014 : Dix bandes horizontales égales alternativement bleues et blanches avec une large bande transversale jaune à la hampe chargée d'un ours noir, surmonté d'une couronne d'or. Ce qui est plus conforme aux principes de l'héraldique.                                                                   |
|        | Ville de Dives De gueules à la tour donjonnée d'argent ouverte, ajourée et maçonnée de sable, au chef cousu d'azur chargé d'une couronne ducale d'or accostée de deux besants du même. |
|        | Ville de Dompierre-sur-Besbre De gueules semé de billettes d'or, au lion du même brochant sur le tout, au chef de sable chargé d'un sautoir aussi d'or. |
|        | Ville de Donzenac D'or à la gamade (fauvette à tête noire) portant dans son bec une brindille de sinople et volant en bande vers un nid de même posé à sénestre de la pointe et où se trouvent ses gamadous de sable, au chef d'azur à trois fleurs de lys d'or. |
|        | Ville de Douzy, Ardennes De gueules à la bande ondée cousue d'azur, accompagnée en chef de deux clés d'or passées en sautoir et en pointe d'une fleur de lis florencée du même. |
|        | Ville de Dun-le-Palestel Écartelé : au premier et au quatrième d'or au château de deux tours non crénelées couvertes cousues d'argent, accolées, celle de dextre plus haute ajourée et ombrée de sable, celle de senestre ouverte, ajourée et ombrée du même, sur une colline aussi d'argent mouvant de la pointe, au deuxième d'azur au housseau d'argent surmonté d'un cœur du même, au troisième d'azur semé de fleurs de lys d'or. |
|        | Ville de Dun-sur-Auron D'azur à la fasce cousue de gueules, accompagnée en chef de trois fleurs de lys d'or et en pointe d'un mouton d'argent. |

## E
- Haut – A
- B
- C
- D
- E
- F
- G
- H
- I
- J
- K
- L
- M
- N
- O
- P
- Q
- R
- S
- T
- U
- V
- W
- X
- Y
- Z

| Figure | Nom de la famille et blasonnement |
| ------ | --- |
|        | Ville d'Écharcon Écartelé, au premier de sinople à une gerbe de blé d'or, au deuxième de gueules à un lion d'azur, au troisième, d'or à une tour d'Écharcon d'argent, au quatrième d'azur à un poisson accompagné en chef d'une burelle ondée et en pointe de deux jumelles ondées, le tout d'argent. |
|        | Ville d'Échenevex, Ain De sinople aux trois chenevis d'or, au chef cousu de gueules chargé d'un mont de deux coupeaux d'or, l'un sur l'autre, surmonté d'une lame de scie du même posée en fasce. * Ces armes emploient le terme « cousu » dans le seul but de contrevenir à la règle de contrariété des couleurs : elles sont fautives. |
|        | Ville d'Échourgnac De sinople à l'écusson cousu d'azur à trois bandes d'or, accosté de deux bâtons de prieur d'or; au chef cousu d'azur chargé d'un croissant d'argent accosté de deux étoiles d'or. * Ces armes emploient le terme « cousu » dans le seul but de contrevenir à la règle de contrariété des couleurs : elles sont fautives. |
|        | Ville d'Éperlecques Écartelé : au 1) et 4) d’azur aux trois barres d’or, au franc-quartier senestre échiqueté d’or et d’argent, au 2) et 3) d’argent aux trois étoiles d’azur. |
|        | Ville d’Épineu-le-Chevreuil, Sarthe D'argent à l'arbre épineux de sinople accompagné, en chef, de deux chouettes affrontées d'or et, en pointe, de deux croix de Jérusalem du même. |
|        | Ville d'Épône Parti, au premier d'or à une tour d'argent surmontée d'une fleur de lys du même, au second d'azur à une médaille de la Sainte Vierge portant l'Enfant Jésus aussi d'argent. |
|        | Ville d'Escoville d'azur au chevron d'or accompagné de trois croissants du même, au chef cousu de gueules chargé de trois roses d'argent. |
|        | Ville d'Espeyrac, Aveyron Tiercé en pairle : au 1er de sinople plain, au 2e de gueules au pèlerin de Saint-Jacques-de-Compostelle au naturel, contourné, sur une terrasse herbée et isolée de sinople, au 3e d'or à la croix de pierre du lieu au naturel sur une terrasse herbée et isolée de sinople ; au chevronnel versé et combiné à une vergette d'azur brochant sur la partition* et le 1er ; à la divise alésée d'or, mouvant du trait du chef et chargée de l'inscription « ESPAIRAC » de sable. |
|        | Ville d'Essigny-le-Petit, Aisne D'azur à trois maillets d'argent en chef, senestrés d'une montgolfière de gueules et d'or, la nacelle de pourpre ; à la champagne de sinople* ondée d'une pièce convexe à dextre et d'une pièce concave à senestre, chargée d'une divise ondée de pourpre, elle-même chargée de trois poissons d'argent, le premier posé en bande, le second en fasce et le troisième versé en barre, et surmontée à dextre de deux gerbes de blé d'or.                                   |
|        | Ville d'Entre-deux-Eaux Taillé : au premier d'azur à un mouton d'argent passant, au second de gueules à un sapin arraché de sinople. |

## F
- Haut – A
- B
- C
- D
- E
- F
- G
- H
- I
- J
- K
- L
- M
- N
- O
- P
- Q
- R
- S
- T
- U
- V
- W
- X
- Y
- Z

| Figure | Nom de la famille et blasonnement |
| ------ | --- |
|        | Ville de Faucon D'azur au faucon chaperonné d'or, posé sur une muraille crénelée de trois pièces du même, maçonnée de sable, surmontée de cinq besants aussi d'or ordonnés en orle, trois en chef et un à chaque flanc, au chef cousu de gueules chargé d'une clef d'or et d'une clef d'argent passées en sautoir. |
|        | Ville de La Faute-sur-Mer Parti d'or et d'azur au soleil non-figuré de gueules chargé d'un bateau d'or à deux voiles cousues d'azur, brochant sur la partition. |
|        | Ville de Fléac Taillé au 1) d'azur à la porte porte romane d'argent, maçonnée de sable et mouvant du trait de la partition, au 2) d'argent à la grappe de raisin avec deux feuilles d'or soutenue d'une rivière d'azur mouvant de la pointe, à la barre d'or chargée du mot FLEAC en lettre capitale de sable brochant sur la partition. |
|        | Ville de Flins-sur-Seine de sable à deux léopards d'or passant l'un sur l'autre, à la champagne ondée d'azur chargée d'une roue dentée d'argent. |
|        | Ville de Floing Tranché : au 1) de sinople à la navette de tisserand d'or posée en fasce soutenue, à senestre d'une gerbe de blé du même, au 2) de gueules aux trois poivrières (tourelles) d'argent ajourées et maçonnées de sable, rangées en bande ; à la bande ondée d'azur brochant sur la partition. |
|        | Ville de Fugeret (Le) D'azur, à un cerf d'or, courant sur une terrasse de sinople, et un chef de gueule chargé d'une fleur de lys d'or et de deux étoiles, du même. |
|        | Ville de Prunelli-di-Fiumorbo D'azur à la barre cousue de gueules chargée d'une main bénissant senestre mouvant de l'angle du chef, d'un besant chargé d'une ombre de croix pattée d'un besant chargé de l'ombre d'un entrelacs de six boucles et d'une colombe, le tout d'argent. |
|        | Ville de Forcalqueiret De gueules à la bande d'or, à l'écu en cœur d'azur au four à chaux d'argent allumé de gueules, sur une terrasse de sinople. |
|        | Ville de La Fouillade Parti : au 1er d’argent à la fasce de gueules surmontée d’un soleil non figuré d’or, soutenue de trois épis de blé du même ordonnés 2 et 1, au 2e d’or à la feuille de vigne de gueules posée en barre et chargée d’une croix cléchée, vidée et pommetée de douze pièces d’or; à la filière componée de gueules et d’argent de seize pièces. |
|        | Ville de Fox-Amphoux De gueules à la tour crénelée de sept pièces, ouverte de sable, donjonnée de trois tourelles, le tout d’argent, maçonné et ajouré aussi de sable, posée sur un rocher de sinople mouvant de la pointe. |
|        | Ville de Fraisse De sinople à un arbre d'or, au chef cousu de gueules chargé d'une croix de Malte d'argent. * Ces armes emploient le terme « cousu » dans le seul but de contrevenir à la règle de contrariété des couleurs : elles sont fautives. |
|        | Ville de Frénouville D'or à la tour d'argent, maçonnée de sable, ouverte du champ, soutenue de trois serres d'aigle de sable ordonnées 2 et 1. |
|        | Ville de Fresné-la-Mère Parti : au 1er coupé au I de gueules à la fasce cousue d'azur chargée de trois croisettes réunies d'argent, accompagnée en chef d'une fasce alésée bretessée de deux merlons cousue d'azur, au II de sable au frêne de sinople, au 2e d'hermine plain. |
|        | Ville de Fréthun D'azur à trois tours cousues de gueules, ajourées du champ et rangées en fasce ; au comble et à la champagne d'argent. Ces armes sont à enquerre, émail sur émail, il faut donc « s'enquérir » de la raison, ici il s'agit de maintenir les armes des anciens seigneurs de la commune : Les Archives Départementales avaient proposé « d'azur à la fasce d'argent chargée de trois tours de gueules, ouvertes et maçonnées de sable », ce qui est plus conforme aux principes de l'héraldique, mais la commune préféra les armes des anciens seigneurs de la commune, les De Frethun, ou plus exactement De Fraitun, qui portaient « d’argent à la fasce d’azur chargée de trois tours carrées de gueules ». |
|        | Ville de Frizon D'azur au sautoir bretessé contre bretessé d'or, au chef cousu de gueules chargé d'un marronnier au naturel feuillé de quatre pièces et fruité d'une ; adextré d'une tour d'argent et senestré d'une tourelle du même, les deux ajourées de sable. |

## G
- Haut – A
- B
- C
- D
- E
- F
- G
- H
- I
- J
- K
- L
- M
- N
- O
- P
- Q
- R
- S
- T
- U
- V
- W
- X
- Y
- Z

| Figure | Nom de la famille et blasonnement |
| ------ | --- |
|        | Galicja D'azur . |
|        | Ville de Garganvillar De gueules à la croix cléchée, vidée et pommetée de douze pièces d'or; au chef bastillé de cinq pièces, cousu d'azur et chargé d'un léopard contourné accosté de deux coquilles, le tout d'argent. |
|        | Ville de La Génétouze D'azur aux deux crosses d'argent passées en sautoir, cantonnées de quatre fleurs de lys d'or, au chef cousu de gueules chargé d'une mitre aussi d'argent accostée de deux léopards affrontés aussi d'or. |
|        | Ville de Gensac-la-Pallue Parti : au 1) de gueules aux trois demi-vols d’argent posés en fasce et rangés en pal, au 2) de gueules aux trois couronnes d’or alternées avec trois lettres M capitales de sable, le tout rangé en pal. |
|        | Ville de Guéret D'azur à la forêt de sinople sur une terrasse du même, au cerf passant d'or brochant sur le tout. |
|        | Ville de Gomméville Coupé, au premier d'azur au sautoir cousu de gueules cantonné de quatre fleurs de lys d'or, au second de gueules aux deux clés d'argent, passées en sautoir surmontées d'une fleur de lys d'or. |
|        | Ville de Glanon, Côte-d'Or De gueules à deux palmes cousues de sinople adossées en pal, les tiges passées en sautoir en pointe ; à la burelle ondée d’argent brochant sur le tout. |
|        | Ville de Grambois D'argent au palmier d'or mouvant d'un tertre de sinople. Armes anciennes, Alias De sable au sapin arraché d'or. Armorial général de France, armes officielles à partir de 1996. Ce qui est plus conforme aux principes de l'héraldique.                                                                              |
|        | Ville de Grand'Lande D'argent à un épi de blé d'or*, soutenu d'un double pampre de sinople posé en chevron renversé, chaussé du même chargé à dextre d'un cœur vendéen du champ et à senestre d'une tête de buse arrachée du même. |
|        | Ville de Grand-Laviers D'or à trois bandes d'azur, à la proue de drakkar d'argent, habillée de gueules brochant sur le tout ; au chef d'argent chargé d'une fleur de lis d'or adextrée d'une croisette ancrée de gueules et senestrée d'une rose du même.                                                                              |
|        | Ville de Grillon D'azur au lion d'or tenant une grille du même, au chef cousu de gueules chargé d'une clef d'or et d'une clef d'argent passées en sautoir. |
|        | Ville de Grivesnes Parti : au 1er d'azur à l'église du lieu d'argent, au 2d d'or au château du lieu d'argent*, à la colombe en vol du même brochant en chef sur la partition ; le tout sommé d'un chef de gueules chargé de cinq épis de blés d'or, ceux des flancs plus petits, posés en bande à dextre et posés en barre à senestre. |
|        | Guadeloupe De sable à la gerbe de cannes à sucre de sinople posée en bande, surchargée d'un soleil brochant d'or; au chef de France. Blason non officiel de la Guadeloupe |
|        | Ville de Guivry De gueules à deux flèches de sinople versées et passées en sautoir. |

## H
- Haut – A
- B
- C
- D
- E
- F
- G
- H
- I
- J
- K
- L
- M
- N
- O
- P
- Q
- R
- S
- T
- U
- V
- W
- X
- Y
- Z

| Figure | Nom de la famille et blasonnement |
| ------ | --- |
|        | Ville de Hadol D'or, à la bande de gueules chargée de trois alérions d'argent, accompagnée en chef d'une tour du même ouverte de sable, et en pointe de deux rivières ondées et alésées d'azur, soutenant à dextre un sapin de sinople. |
|        | Ville de Hénanbihen D'or à la barre d'azur chargée d'une croix ancrée de gueules posée à plomb et accostée de deux épis liés d'or et d'un rameau de cerisier de sinople fruité de gueules ; la barre est accompagnée de deux mouchetures d'hermine de gueules, l'une en flanc dextre soutenant un dolmen de sable, l'autre à senestre soutenue d'une jument contournée et de son poulain, au naturel. |

## I
- Haut – A
- B
- C
- D
- E
- F
- G
- H
- I
- J
- K
- L
- M
- N
- O
- P
- Q
- R
- S
- T
- U
- V
- W
- X
- Y
- Z

| Figure | Nom de la famille et blasonnement |
| ------ | --- |
|        | Ville d’Île-d'Olonne D'azur au bateau cousu de sinople, à la voile latine cousue de gueules, accompagné en chef de deux triangles d'argent, soutenu d'un marais salant du même mouvant de la pointe et des flancs en perspective fuyante. |
|        | Ville d'Irigny D'azur à trois torches d'argent allumées de gueules rangées en fasce, au chef cousu du même* chargé de trois étoiles d'or.                                                                                                 |
|        | Ville d’Isle De gueules à la tour d'argent, maçonnée, ouverte et ajourée de sable, terrassée de sinople, adextrée d'une crosse d'or et senestrée d'une rose du même ; à la bordure cousue d'azur.                                         |
|        | Ville d’Ivry-sur-Seine De gueules à la rivière d'argent posée en fasce et accompagnée de trois ancres d'or, au chef cousu d'azur chargé de trois roues d'engrenage aussi d'or.                                                            |
|        | Ville d'Izenave, Ain De gueules à la colonne d'argent à l'antique, chaussé de sinople. |
|        | Ville d'Izeure De sinople au chevron ondé renversé d'azur accompagné, en chef d'une hure de sanglier d'argent armée de gueules et en pointe de deux épis de blé d'or, tigés et feuillés du même posés aussi en chevron renversé.          |

## J
- Haut – A
- B
- C
- D
- E
- F
- G
- H
- I
- J
- K
- L
- M
- N
- O
- P
- Q
- R
- S
- T
- U
- V
- W
- X
- Y
- Z

| Figure | Nom de la famille et blasonnement |
| ------ | --- |
|        | Ville de Jagny-sous-Bois De gueules au rencontre de cerf d'argent accosté de deux fleurs de lys d'or, au chef cousu d'azur chargé de trois dextres apaumées d'or, au franc-canton échiqueté d'argent et d'azur de quatre tires. |
|        | Corporation des jardiniers de Paris De sable, à trois lis de jardin d'argent, tigés et feuillés de sinople, posés deux en chef et un en pointe ; au chef d'azur, chargé d'un soleil d'or. Note: posés >> ordonnées; et "deux et un" inutile, car par défaut. Différences entre dessin et blasonnement : les trois Lys ne sont pas ordonnées.. Jardiniers, Préoliers et Maraîchers de Paris. Jardiniers de Paris au XVIIIe siècle. |
|        | Ville de Jausiers D'argent à un coq d'or, becqué, crêté et membré de gueules, soutenus de deux épis de blé aussi d'or passés en sautoir. |
|        | Royaume de Jérusalem D'argent à la croix potencée d'or, cantonnée de quatre croisettes du même. Exemples d'armes comprenant les armoiries du Royaume de Jérusalem. |
|        | Ville de Jouars-Pontchartrain De sinople au pont alésé d'or au chef de gueules semé de quartefeuilles d'or. |
|        | Ville de Jouy-en-Josas D’azur à la colonne d’argent sommée d’un coq du même, crêté et barbé de gueules, au chef du même chargé de trois quintefeuilles d’or. |
|        | Ville de Jussy, Aisne Taillé de gueules à la hure de sanglier de sable* allumée et défendue d'argent, et d'or au trèfle de sinople ; à la cotice ondée en barre d'azur brochant sur la partition ; le tout surmonté d'un comble d'azur chargé de l'inscription d'argent « JUSSY 02 », les chiffres plus petits et accostée de deux épis de blé tigés et feuillés d'or.                                                            |

## K
- Haut – A
- B
- C
- D
- E
- F
- G
- H
- I
- J
- K
- L
- M
- N
- O
- P
- Q
- R
- S
- T
- U
- V
- W
- X
- Y
- Z

| Figure | Nom de la famille et blasonnement |
| ------ | --- |
|        | Ville du Kremlin-Bicêtre De gueules au Kremlin terrassé d'argent, au chef cousu d'azur chargé d'une tour d'or ouverte et ajourée du champ, accostée de deux merlettes aussi d'or. |

## L
- Haut – A
- B
- C
- D
- E
- F
- G
- H
- I
- J
- K
- L
- M
- N
- O
- P
- Q
- R
- S
- T
- U
- V
- W
- X
- Y
- Z

| Figure | Nom de la famille et blasonnement |
| ------ | --- |
|        | Ville de Laàs, Pyrénées-Atlantiques Écartelé : au 1er d'or à deux vaches de gueules, accornée, onglées, colletées et clarinées d'azur passant l'une au-dessus de l'autre, au 2e d'azur à un épi de maïs au trait d'or posé en barre, au 3e d'azur à une coquille renversée au trait d'or, au 4e à une dague versée en bande d'azur garnie de gueules ; le tout sur une terrasse de gueules chargée d'une étoile d'azur. |
|        | Ville de Lalinde De gueules à un lion léopardé d'or issant d'une forêt de sinople sur une terrasse du même ; au chef cousu d'azur chargé d'une croisette d'or entre deux fleurs de lys de même. * Ces armes emploient le terme « cousu » dans le seul but de contrevenir à la règle de contrariété des couleurs : elles sont fautives. Même dessin dans l'Armorial des communes de la Dordogne                          |
|        | Ville de Langrune-sur-Mer, Calvados D'azur aux trois coquilles d'argent, à la bordure cousue de gueules chargée de huit (neuf) besants aussi d'argent. |
|        | Ville Le Fugeret D'azur, au cerf d'or, courant sur une terrasse de sinople, et un chef (cousu) de gueules chargé d'une fleur de lys d'or accostée de deux étoiles du même. |
|        | Leeds D'azur, à une toison de bélier d'or, et un chef de sable chargé de trois étoiles d'argent. |
|        | Ville de Levens, Alpes-Maritimes Parti : au premier de gueules à la hallebarde d’or entrelacée d’un listel du même chargé de l’inscription de sable : LIBERTAS 1621 ; au second d’azur à la champagne cousue de sable soutenant un coq de gueules sur un rocher d’or surmonté d’un soleil du même mouvant de l’angle senestre du champ.                                                                                 |
|        | Ville de Lézignan-Corbières D’azur au chevron d’argent accompagné de trois oiseaux d’or dans leur nid de sable, les deux en chef affrontés, au chef cousu de gueules chargé d’un croissant d’argent accosté de deux étoiles d’or. * Ces armes emploient le terme « cousu » dans le seul but de contrevenir à la règle de contrariété des couleurs : elles sont fautives.                                                |
|        | Ville de Limoux, Aude D'azur, à un Saint-Martin, coupant avec son badelaire son manteau pour en couvrir un pauvre boiteux, un chien précède le cheval, le tout d'argent posé sur une terrasse cousue de sinople. * Ces armes emploient le terme « cousu » dans le seul but de contrevenir à la règle de contrariété des couleurs : elles sont fautives : sinople sur azur.                                              |
|        | Ville de Lissac-sur-Couze, Corrèze D'argent aux trois pals de gueules alésés en pointe mouvant d'une divise du même soutenant un chef d'azur chargé de trois étoiles d'or. |
|        | Ville de Loudes D'argent aux trois chevrons, deux d'argent et un de sable. |
|        | Ville de Lucéram D'azur à l'étoile d'or (appointée aux bords de l'écu et) chargée d'une rose de gueules, boutonnée d'un cœur d'argent, pointée de sinople, accompagnée en chef de deux croisettes cousues de gueules et en pointe d'une tour d'argent. * Ces armes emploient le terme « cousu » dans le seul but de contrevenir à la règle de contrariété des couleurs : elles sont fautives.                           |

## M
- Haut – A
- B
- C
- D
- E
- F
- G
- H
- I
- J
- K
- L
- M
- N
- O
- P
- Q
- R
- S
- T
- U
- V
- W
- X
- Y
- Z

| Figure | Nom de la famille et blasonnement |
| ------ | --- |
|        | Ville de Mondeville, Calvados Tiercé en barre, les traits de partitions haussés à dextre et abaissés à senestre : au premier de sinople aux deux léopards l'un sur l'autre adextrés d'une mitre, le tout d'or, au second de gueules à la roue dentée de sable chargée de douze étoiles d'or, au haut-fourneau d'argent brochant, sur lequel brochent à dextre une grue portuaire d'or, et à senestre une usine à deux cheminées crachant de la fumée du même, au troisième d'or aux cinq burelles ondées de sable chargées chacune d'une burelle ondée d'or. |
|        | Ville de Montigny-Lengrain D’argent à la montagne de sinople enflammée d’or et de gueules, accompagnée de cinq épis de blé d’or ordonnés en chevron renversé et d’une couronne murale du même en chef senestre ; vêtu au quart à dextre d’or chargé d’une feuille d’érable de gueules et à la cotice en barre d’azur haussée à dextre, brochant sur la partition. |
|        | Ville de Moncelle (La) De gueules au coupeau cousu de sinople, chargé d'une hure de sanglier d'argent, accompagnée en chef à dextre d'un fer de pelle et à senestre d'une roue de moulin du même ; au chef cousu d'azur chargé d'une fasce ondée d'argent. * Ces armes emploient le terme « cousu » dans le seul but de contrevenir à la règle de contrariété des couleurs : elles sont fautives. |
|        | Ville de Montreuil-aux-Lions, Aisne D’argent à la croisette ancrée de gueules accostée de deux lions affrontés d’or, le tout surmonté d’une cordelette de sable mouvant des flancs, nouée au centre et ployée sur les côtés. |
|        | Ville de Moyrazès, Aveyron D'azur à la branche de rosier de sinople, fleurie de trois pièces de gueules. |

## N
- Haut – A
- B
- C
- D
- E
- F
- G
- H
- I
- J
- K
- L
- M
- N
- O
- P
- Q
- R
- S
- T
- U
- V
- W
- X
- Y
- Z

| Figure | Nom de la famille et blasonnement |
| ------ | --- |
|        | Ville de Nantua D'argent au lac de sinople, chargé d'une truite d'argent, bordé en chef d'une forêt de sinople brochant sur les montagnes d'or; au chef d'azur chargé d'une fleur de lis d'or. Alias : D'or à une truite d'azur, soutenue de trois burelles ondée du même, au chef de gueules chargé d'une croisette d'argent. Ce qui est plus conforme aux principes de l'héraldique. |
|        | Ville de Neuville-sur-Ornain D'argent au chevron de gueules accompagné de trois aiglettes d'or. |
|        | Ville de Neuville-sur-Seine De gueules à la croix celtique d'argent mouvant de la pointe surmontée du monogramme de la Sainte Vierge de sable, chaussé d'or à deux grappes de raisin de gueules tigées et feuillées de sinople. |
|        | Ville de Nîmes, Gard De gueules au palmier de sinople posé sur une terrasse du même. Au crocodile passant et contourné, aussi de sinople, attaché avec une chaîne d'or au tronc du palmier. À la couronne florale d'or, liée d'un ruban du même, accrochée à une palme, en chef de l'écu à dextre. À l'inscription d'or en lettres latines COL à la dextre du tronc et NEM à senestre. |
|        | Ville de Nouziers De gueules au lion d'or couronné d'azur ; au comble ondé cousu du même. * Ces armes emploient le terme « cousu » dans le seul but de contrevenir à la règle de contrariété des couleurs : elles sont fautives. |

## P
- Haut – A
- B
- C
- D
- E
- F
- G
- H
- I
- J
- K
- L
- M
- N
- O
- P
- Q
- R
- S
- T
- U
- V
- W
- X
- Y
- Z

| Figure | Nom de la famille et blasonnement |
| ------ | --- |
|        | Ville de Péone D’azur à la barre de sable chargé de l’inscription PEONE en lettre capitales d’argent, accompagnée en chef d’une montagne de deux coupeaux mouvant du bord supérieur de la bare, celui de senestre plus élevé et sommé d’une croisette et en pointe d’une tête de chamois arrachée le tout d’argent. |
|        | Ville de Ploufragan D'azur aux trois coquilles d'argent, au chef cousu de gueules chargé de trois macles d'or. |
|        | Ville de Pœuilly, Somme D'azur à un marteau d'or soutenu par deux lions affrontés d'argent ; au chef cousu de gueules chargé de trois trèfles d'argent. |
|        | Ville de Pomarède (La) De gueules aux trois grenades tigées et feuillées de sinople ouverte du champ. |
|        | Ville de Pougues-les-Eaux De sinople à la fontaine d'azur jaillissante d'argent, rayonnante d'or, au chef cousu de France. |
|        | Ville de Prémeyzel, Ain De gueules au chevron en filet cousu de sable, chargé de sept bâtons alésés brochant en fasce, trois sur chaque branche et un sur le sommet et sommé d'un tourteau le tout du même, accompagné de trois ponts isolés d'une arche d'or, maçonnés de sable ; au chef d'azur chargé d'une fasce d'argent, échancrée en chef et nuagée en pointe. * Ces armes emploient le terme « cousu » dans le seul but de contrevenir à la règle de contrariété des couleurs : elles sont fautives. |
|        | Ville de Pressignac-Vicq, Dordogne Parti : au 1) d’azur aux trois besants d’argent ordonnés en orle, au 2) de gueules aux trois roses d’or ordonnées en orle ; sur le tout taillé de sinople et de sable. |
|        | Ville de Propriano, Corse-du-Sud Au premier d'argent à la tour soudée d'or, au second d'azur au poisson d'argent renversé en pal ; à la vergette de gueules brochant sur la partition. |
|        | Prunières, Hautes-Alpes De gueules à la bande d’or, accompagnée en chef d’un gland d’or et en pointe d’un besant du même ; au chef d’azur, chargé de trois étoiles du second. |
|        | Ville de Puichéric, Aude Écartelé : aux 1 et 4 d’azur au lion d'or couronné, armé et lampassé de gueules, au chef cousu de gueules chargé de 3 étoiles d’or, qui est Brettes ; aux 2 et 3 d’or, à 3 aiglettes de sable, posées 2 et 1, qui est de Thurin. * Ces armes emploient le terme « cousu » dans le seul but de contrevenir à la règle de contrariété des couleurs : elles sont fautives. |

## R
- Haut – A
- B
- C
- D
- E
- F
- G
- H
- I
- J
- K
- L
- M
- N
- O
- P
- Q
- R
- S
- T
- U
- V
- W
- X
- Y
- Z

| Figure | Nom de la famille et blasonnement |
| ------ | --- |
|        | Ville de Reviers Coupé : au premier de gueules à la rivière en fasce d'azur agitée d'argent et soutenue d'une divise du même, le gueules divisé en pal par deux traits de sable, au I à trois tours mal ordonnées et accolées d'or, celle de dextre ouverte de sable, les deux autres ajourées de même, au II à la crosse aussi d'or mouvant de la rivière, au III à l'épée versée accostée de deux stèles, le tout du même posé sur la rivière ; au second de sinople à la roue de moulin d'or, les bras en sautoir. |
|        | Ville de Rimaucourt, Haute-Marne D'azur à trois croissants d'or, à une ancre d'argent brochant sur le tout ; au chef cousu de gueules chargé de quatorze étoiles d'argent ordonnées 5, 4 et 5. |
|        | Ville de Roquette-sur-Siagne (La) Taillé : au premier d’azur à trois cyprès de sinople mouvant de la ligne de partition accompagnés en chef d’un oiseau essorant d’argent, au second d’argent à la champagne d’azur, au cyprès de sinople brochant ; à la cotice en barre d’argent brochant sur la partition. |
|        | Ville de Rouffignac-Saint-Cernin-de-Reilhac Parti: au 1er de gueules à la tour d'or, ouverte du champ et maçonnée de sable, au 2e de sable au lion d'or; au chef de gueules chargé de l'inscription «ROUFFIGNAC » en lettre capitales d'argent, soutenue de l'inscription du même « SAINT-CERNIN DE REILHAC » en lettres capitales plus petites, les inscriptions au-dessus d'une champagne cousue de sable; à l'écusson de gueules chargé de la croix de guerre 1939-1945 appendue en chef, l'écusson brochant sur le chef et la partition. * Ces armes emploient le terme « cousu » dans le seul but de contrevenir à la règle de contrariété des couleurs : elles sont fautives. |
|        | Ville de Rove (Le) D'or à quatre pals de gueules; à dextre une branche de chêne englandée de sable; à senestre un bouc naissant d'argent; chargé des mots VILLE DU ROVE de sable. Différences entre dessin et blasonnement. |

## S
- Haut – A
- B
- C
- D
- E
- F
- G
- H
- I
- J
- K
- L
- M
- N
- O
- P
- Q
- R
- S
- T
- U
- V
- W
- X
- Y
- Z

| Figure | Nom de la famille et blasonnement |
| ------ | --- |
|        | Ville de Saint-Agne D'argent au château de trois tours d'or, au chef d'azur chargé de trois fleurs de lis d'or. |
|        | Ville de Saint-André-d’Allas De gueules à la cabane de pierre cousue d'azur et ouverte du champ; au chef cousu d'azur chargé d'un sautoir réduit cousu de gueules. * Ces armes emploient le terme « cousu » dans le seul but de contrevenir à la règle de contrariété des couleurs : elles sont fautives. |
|        | Ville de Saint-Capraise-de-Lalinde, Dordogne D'azur à la barque, la voile ferlée, d'or sur une rivière du champ ; au chef cousu de gueules chargé d'un dragon aptère (coulobre) passant d'or. * Ces armes emploient le terme « cousu » dans le seul but de contrevenir à la règle de contrariété des couleurs : elles sont fautives. |
|        | Ville de Saint-Chaffrey D'azur aux trois barres de gueules, au léopard lionné d'argent brochant sur le tout. |
|        | Ville de Saint-Chamassy, Dordogne De gueules au cheval cabré d'or ; au chef cousu* d'azur chargé d'une aigle d'argent. * Ces armes emploient le terme « cousu » dans le seul but de contrevenir à la règle de contrariété des couleurs : elles sont fautives. |
|        | Ville de Saint-Côme-de-Fresné D'azur au chevron cousu de sable accompagné en chef de saint Côme et de saint Damien de carnation, vêtus d'argent et issant chacun d'une nuée d'or, et en pointe d'une branche de frêne de trois rameaux de sinople. |
|        | Ville de Saint-Cybranet, Dordogne D'azur à la fasce cousue de sinople chargée de quatre besants d'or, deux rangés en pal à dextre et deux rangés en pal à senestre, au soleil levant, à la truite ployée en pal, regardant le soleil, brochant sur le tout et soutenue d'un besant, le tout du même. * Ces armes emploient le terme « cousu » dans le seul but de contrevenir à la règle de contrariété des couleurs : elles sont fautives. |
|        | Ville de Saint-Didier-sur-Chalaronne, Ain De gueules à la bande componée d'argent et d'azur de six pièces, à la crosse épiscopale d'or brochant sur le tout, au chef cousu d'azur chargé d'un château de trois tours d'or ajouré et ouvert du champ. |
|        | Ville de Saint-Géraud-de-Corps De sinople à cinq huchets d'or, liés de sable, le pavillon à senestre, ordonnés en sautoir ; au chef cousu* d'azur chargé de trois tourterelles d'argent. * Ces armes emploient le terme « cousu » dans le seul but de contrevenir à la règle de contrariété des couleurs : elles sont fautives. |
|        | Ville de Saint-Germainmont De gueules au lion d’or accosté de deux besants du même, au chef d’azur semé de billettes d’argent. |
|        | Ville de Saint-Martin-Vésubie, Alpes_Maritimes Parti : au 1er de gueules à la barre cousue de sinople chargée de trois étoiles de six rais d'or, au 2e d'azur à la montagne de deux pics d'or chargée de sapins de sinople sans nombre. Alias : D’argent à la fleur de lys florencée d’azur soutenue d’une jumelle ondée du même, au mantel aussi d’azur chargé de trois étoiles d’or mal ordonnées. Ce qui est plus conforme aux principes de l'héraldique. |
|        | Ville de Saint-Maurice-de-Beynost, Ain De sinople à la bande de gueules, chargée en chef d'une aigle d'or, en cœur d'une épée d'argent garnie d'or , et en pointe d'une tête de Saint Maurice de profil nimbée d'or et au col d'argent, toutes posées à plomb, accompagnée en chef d'une croix tréflée d'argent et en pointe d'un brochet contourné en bande du même. |
|        | Ville de Saint-Michel, Charente Écartelé au 1) et au 4) d’azur aux trois fasces ondées d’argent, au 2) et au 3) de gueules au rouleau à papier d’argent ; le tout sommé d’un chef d’or à saint Michel terrassant un dragon, le tout soudé d’argent. |
|        | Ville de Saint-Nicolas-du-Tertre, Morbihan Écartelé : au 1er de sinople à une crosse d'or, au 2e d'argent à une croix enhendée de gueules, au 3e d'azur à une église de tenné sur un tertre du même*, ouverte et ajourée de gueules*, le clocher essoré d'or, accompagnée en chef dextre d'un soleil non figuré du même, au 4e de sinople à une gerbe de blé d'or, liée d'azur. |
|        | Ville de Saint-Saturnin, Cher Écartelé : au 1er de gueules à la croix alésée d'or, au 2e d'azur au cygne d'argent, au 3e d'azur à deux poissons d'argent nageant contre-nageant l'un sur l'autre, au 4e de gueules à l'arbre de sinople. |
|        | Ville de Saint-Sylvain D'azur aux trois fleurs de lys d'or, à la bordure cousue de gueules chargé de huit besants aussi d'or. |
|        | Ville de Saint-Vallier De gueules, à la lanterne de mine d’or, avec une bordure d’argent chargé des huit abeilles du second. |
|        | Ville de Saint-Veran De sinople à l'aigle de sable membrée et lampasée de gueules. |
|        | Ville de Saint-Yorre Parti : au 1) d'azur aux trois fasces ondés d'argent au 2) de sable à la flamme de gueules. |
|        | Ville de Sannerville, Calvados D'azur à la barre cousue de gueules chargée de trois gerbes de blé et de deux losanges, alternées et posées à plomb, le tout d'or, accompagnée, en chef, d'une fleur de lys aussi d'or surmontée, à senestre, d'une rose aussi de gueules tigée et feuillée d'or et, en pointe, d'une nef contournée d'argent équipée et habillée d'or, mouvant du bord senestre de la barre, posée sur une mer du champ, au chef cousu parti au I de gueules aux deux léopards d'or passant l'un sur l'autre et au II d'azur aux trois tiercefeuilles d'or mal ordonnées. |
|        | Ville de Sancy-les-Cheminots, Aisne D'azur à une section de rail de sable sommé d'une étoile d'or, accosté de 2 branches d'olivier d'argent, fruitées de sable, les tiges passées en sautoir. |
|        | Ville de Salérans D'azur au sautoir d'argent cantonné de quatre mouchetures d'hermine de sable. |
|        | Ville de Saugy, Cher D'argent au saule du même feuillé de sinople sur un mont du même; au chef d'azur chargé d'une statue de sainte Ursule d'argent adextrée d'un cœur cousu de gueules et senestrée d'une crosse d'or mouvant du trait du chef. * Ces armes emploient le terme « cousu » dans le seul but de contrevenir à la règle de contrariété des couleurs : elles sont fautives. |
|        | Ville de Savigny-en-Sancerre De gueules au château donjonné d'or ouvert, ajouré et maçonné de sable, surmonté, à dextre, d'un bâton de prieur d'argent et, à senestre, de trois besants du même ordonnés 2 et 1, au chef cousu de sinople chargé d'une grappe de raisin aussi d'or accostée de deux châtaignes du même au hile aussi d'argent. |
|        | Ville de Savigny-sur-Aisne Gironné d'azur et d'or de douze pièces ; sur le tout, de gueules à la fasce ondée abaissée d'argent surmontée d'un sanglier passant de sable. |
|        | Ville de Sentelie, Somme D'azur à deux crosses d'abbé d'or passées en sautoir, à une gerbe de blé du même, liée de gueules brochant en cœur ; au chef cousu* de gueules chargé de trois besants d'argent, le premier surchargé d'un lion de gueules et le deuxième d'une lettre S de sable. * Ces armes emploient le terme « cousu » dans le seul but de contrevenir à la règle de contrariété des couleurs : elles sont fautives. |
|        | Ville de Sergy, Ain De sable au chevron cousu de gueules accompagné de dix billettes couchées d'argent, ordonnées, en chef en orle 4 et 2, en pointe 2 et 2. |
|        | Ville de Servais D'azur au sautoir cousu de gueules, cantonné de quatre oiseaux d'argent, les 2e et 4e contournés. |
|        | Ville de Sospel, Alpes-Maritimes De gueules à saint Georges contourné de carnation, vêtu d'azur, casqué d'or, sur un cheval d'argent, terrassant un dragon couché de sinople. |
|        | Ville de Souvigné, Charente De gueules à la coquille de sable ; au chef d'or chargé de trois pampres de vigne fruitées de gueules, tigées et feuillées de sinople. |
|        | Ville de Suzy, Aisne D'azur à la bande cousue de gueules chargée de trois besants d'or et accompagnée de deux hures de sanglier de sable, celle du chef contournée. * Ces armes emploient le terme « cousu » dans le seul but de contrevenir à la règle de contrariété des couleurs : elles sont fautives. |

## T
- Haut – A
- B
- C
- D
- E
- F
- G
- H
- I
- J
- K
- L
- M
- N
- O
- P
- Q
- R
- S
- T
- U
- V
- W
- X
- Y
- Z

|  | Ville de Taizé, Saône-et-Loire De sable à deux chevrons de gueules et trois marguerites au naturel posées 2 et 1 sur les chevrons.. |
|  | Ville de Theillay, loir-et-cher D'azur aux broyes d'argent posées en chevron renversé, à la bordure cousue de gueules chargée d'un trescheur d'or câblé de sable. * Ces armes emploient le terme « cousu » dans le seul but de contrevenir à la règle de contrariété des couleurs : elles sont fautives. |
|  | Ville de Theus Parti : au premier d'azur à la fasce d'argent, accompagnée en chef d'un croissant du même et en pointe de trois losanges cousus de gueules, au second aussi de gueules au serpent ondoyant et tortillé d'argent, posé en pal et couronné d'or de cinq rais. * Ces armes emploient le terme « cousu » dans le seul but de contrevenir à la règle de contrariété des couleurs : elles sont fautives.                                                                          |
|  | Ville de Thoiry, Ain Tranché : au premier de gueules à la croix du Reculet cousue de sable, au second d'azur à l'écusson bandé d'argent et de gueules ; à la cotice d'argent brochant sur la partition. * Ces armes emploient le terme « cousu » dans le seul but de contrevenir à la règle de contrariété des couleurs : elles sont fautives. Anciennes armes : De gueules à la bande d'argent cotoyée de deux cotices du même. Ce qui est plus conforme aux principes de l'héraldique.   |
|  | Ville de Thil, Haute-Garonne D’or au tilleul terrassé de sinople surmonté d’un nuage d’argent chargé d’une étoile de gueules accostée de deux aquilons affrontés aussi d’or. |
|  | Ville de Thilouze De gueules au tilleul arraché d'or chargé d'une croix tréflée au pied fiché de sable, au chef d'argent chargé de trois cœurs du champ. Différences entre dessin et blasonnement : Le dessin est en désaccord: La croix broche sur le champ, ce qui rend le blason fautif alors que le blasonnement ne le mentionne pas. |
|  | Ville de Thiviers, Dordogne D'azur à la cloche d'argent, à la bordure de gueules. |
|  | Ville du Torquesne Parti ondé de deux ondes en forme de S: au 1er d'or plain, au 2e d'azur à la feuille de chêne cousue de sinople, posée en fasce et mouvant du flanc senestre, à la pomme feuillée d'une pièce au naturel brochant sur le tout en pointe. |
|  | Ville de Touques de gueules au drakkar d'or sur une mer d'argent, surmontée d'un léopard aussi d'or, au chef cousu d'azur chargé d'une tête de crosse accostée de deux fleurs de lys, le tout d'or. * Ces armes emploient le terme « cousu » dans le seul but de contrevenir à la règle de contrariété des couleurs : elles sont fautives : le chef n'est pas le Chef de France, et donc rend les armes fautives.                                                                          |
|  | Ville de Tour-en-Sologne De sinople au chevron d'or accompagné en pointe d'une tour du même, au chef cousu de gueules chargé de trois besants d'or. |
|  | Ville de Tournefort D’azur au rocher d’argent mouvant de la pointe sommé d’un lys de jardin du même, surmonté d’une étoile de huit rais cousue de gueules. * Ces armes emploient le terme « cousu » dans le seul but de contrevenir à la règle de contrariété des couleurs : elles sont fautives. |
|  | Ville de Troarn D'azur à trois fleurs de lis d'or ; à la bordure cousue de gueules chargée de huit besants d'argent. |
|  | Ville de Trouville-sur-Mer, Calvados D'azur à la barque trouvillaise contournée, équipée, habillée et flammée d'argent, voguant sur une mer de sinople ; au chef cousu de gueules chargé de trois étoiles d'or. * Ces armes emploient le terme « cousu » dans le seul but de contrevenir à la règle de contrariété des couleurs : elles sont fautives : Sauf concession d'armoiries "de gueules à trois étoiles d'or", ce chef cousu n'est pas acceptable et rend les armoiries fautives.. |
|  | Ville de Trouy D'azur au chef-pal cousu de gueules chargé en chef d'un puits d'argent maçonné de sable accosté de deux roses d'or et en pal d'une clef du même. |
|  | Ville de Tudeils, Corrèze D'or au chevron de gueules, accompagné en pointe d'un cygne d'argent, au chef d'azur à trois étoiles d'argent. |
|  | Ville de Tulette, Drôme De gueules, à deux clés renversées d'argent, passées en sautoir et brochant sur une épée basse du même; au chef d'or chargé de quarante besants d'argent, ordonnés 10, 10, 10 et 10 et au cor contourné d'azur virolé et enguiché de sable brochant. |

## V
- Haut – A
- B
- C
- D
- E
- F
- G
- H
- I
- J
- K
- L
- M
- N
- O
- P
- Q
- R
- S
- T
- U
- V
- W
- X
- Y
- Z

| Figure | Nom de la famille et blasonnement |
| ------ | --- |
|        | Ville de Vabres-l'Abbaye, Aveyron De sinople à la croix cléchée, pommetée de douze pièces d'or et remplie de gueules d'où est issant un léopard lionné du même, cachant la branche dextre de la croix et partiellement celle du chef. |
|        | Ville de Valcourt, Haute-Marne D'azur à deux besants cerclés, chargés chacun d'une ancre avec sa gumène, le tout d'argent, chaque ancre accostée en chef de deux quadrilobes d'or ; au chef cousu de gueules chargé d'une tête de léopard d'or, lampassé de gueules et accosté de deux ornements d'argent avec des baies de gueules. |
|        | Ville de Varennes-Jarcy, Essonne De gueules à la croix cléchée, vidée et pommetée de douze pièces d'or, soutenue de deux demi-roues de moulin de sable mouvant d'une champagne ondée d'argent. |
|        | ville de Vaux-Villaine, Ardennes D'azur à la croix d'argent cantonnée de 2e fleurs de lis d'or aux 3e et 4e ; au chevron renversé de gueules mouvant des angles du chef, abaissé jusqu'à la pointe de l'écu, chargé d'un chevronnel renversé d'or et brochant. |
|        | ville de Veuilly-la-Poterie, Aisne D'azur au chêne de sinople englanté du même et fûté de sable, accosté de deux pots à l'antique au naturel, accompagné d'une tierce ondée d'argent en pointe ; au chef cousu de gueules chargé d'un écu gironné d’argent et de gueules, adextré d'un lion et senestré d'une fleur de lys, tous deux d'or. * Ces armes emploient le terme « cousu » dans le seul but de contrevenir à la règle de contrariété des couleurs : elles sont fautives. |
|        | Ville de Viala-du-Tarn, Aveyron Parti : Au premier de gueules aux trois bandes d'or, au second d'argent au chevron soudé d'or ; à la bordure d'azur chargée de huit cloches d'or. |
|        | Ville de Vienne-en-Bessin D'azur à la cloche d'or posée sur des ondes d'argent mouvant de la pointe, au chef cousu de sinople. |
|        | Ville de Vierville-sur-Mer, Calvados D'azur à trois canettes d'argent, au chef ondé de gueules chargé de trois fleurs de marguerite d'or et soutenu d'une divise ondée d'argent. |
|        | ville de Villeneuve-d'Entraunes D’azur à la clef et la flèche passées en sautoir, au château brochant le tout d’or, surmonté d’une étoile de huit rais de gueules. |
|        | Ville de Volx De gueules à une crémaillère de sable posée en pal. |